# 1,1,2,2-Tétrachloro-1,2-difluoroéthane
Le 1,1,2,2-tétrachloro-1,2-difluoroéthane, appelé aussi R-112 ou CFC-112 est un halogénoalcane de la famille des chlorofluorocarbures (CFC).
Sa formule brute est C2Cl4F2, sa formule semi-développée Cl2FC-CCl2F.
Son potentiel de déplétion ozonique, comme la plupart des CFC, est égal à 1.